# Berta Ádám
Berta Ádám (Szeged, 1974. december 29. –) magyar író, műfordító.

## Munkássága
2013-tól 2015-ig az Európa Könyvkiadó szerkesztője, majd 2018-ig főszerkesztője. Jelenleg a 21. Század Kiadó főszerkesztője. Első novellája 2008-ban jelent meg a Kalligram folyóiratban, azóta rendszeresen publikál, a Kalligram mellett többek között az Alföldben, a Hévízben, a Holmiban, a Jelenkorban, az Ex Symposionban, az Élet és Irodalomban, a 168 Órában, a Vasárnapi Hírekben, a Népszavában, a Hídban, a Látóban, a Mozgó Világban, a Műútban, a Prae-ben, a Palócföldben, a Szépirodalmi Figyelőben, a Tiszatájban, az Új Forrásban, a litera.hu-n, a telex.hu-n, illetve a Magvető Könyvkiadó Körkép, és a telex.hu Zsebtárcák antológiáiban jelentek meg írásai. 2017-ben benne volt a Hazai Attila-díj zsűrijében. Megalakulásától a Kortárs Írói Alapítvány Hazai Attila Emlékére munkatársa, majd 2017-től a kuratórium tagja.

## Tanulmányai
1998-ban végzett az SZTE bölcsészkarán, angol-magyar-irodalomelmélet és interpretáció szakon.
2005-ben védte meg PhD értekezését ugyanott.

## Könyvei
- 2012: Egon nem fáradt (novellák, szerkesztette: Kukorelly Endre)
- 2015: Miki nem finnyás (regény, szerkesztette: Mészáros Sándor)[7]
- 2016: Baleset az építkezésen (novellák, szerkesztette: Mészáros Sándor)[8]
- 2017: A haramiák (kisregény, szerkesztette: Mészáros Sándor)[9]—Arab nyelven megjelent Egyiptomban, 2021-ben. A fordítás Abdallah Abdel-Ati Al-Naggar munkája.[10]
- 2019: Nem attól vizes a hal (regény, szerkesztette: Tóth-Czifra Júlia)
- 2020: A kígyó feje (regény, szerkesztette: Barkóczi András)[11]
- 2021: Magamat rajzolom középre (regény, szerkesztette: Bakos Gyöngyi)
- 2023: Szöszmösz, a tündéregér (mese, Agócs Írisz rajzaival, szerkesztette: Ágoston Alexandra)[12]
- 2024: Gyerekkorunk legszebb nyara (novellák, szerkesztette: Bakos Gyöngyi)

## Antológiák
- Körkép 2015[13]
- Körkép 2016[14]
- Körkép 2017[15]
- Körkép 2018[16]
- Körkép 2019[17]
- Körkép 2020 21 Archiválva 2021. augusztus 17-i dátummal a Wayback Machine-ben
- Körkép 2023 https://www.lira.hu/hu/konyv/szepirodalom/felnottirodalom/regenyek/korkep-2023
- Körkép 2024 https://www.lira.hu/hu/konyv/szepirodalom/korkep-2024
- Friss dió (JAK-füzetek, 166.)[18]
- Bizarr játékok (JAK-füzetek, 160.)[18]
- Világtalanul?[19]
- Utópia 501[20]
- Nem kötelező. Kortársak és kimaradók. Szöveggyűjtemény középiskolásoknak. Corvina, 2020. Szerkesztette: Király Levente.https://www.lira.hu/hu/konyv/szepirodalom/nem-kotelezo-kortarsak-es-kimaradok-szoveggyujtemeny-kozepiskolasoknak-magyar-proza#bovebb_ismerteto
- A teremtés koronája. Helikon, 2020. Szerkesztette: Cserna-Szabó András.https://helikon.libricsoport.hu/fooldal/konyvek/a-teremtes-koronaja-karantenantologia/
- A félig olvasott könyv és más történetek. Telex.hu, 2022. Szerkesztette: Haász János. https://shop.telex.hu/products/a-felig-olvasott-konyv-es-mas-tortenetek
- Pontban este hatkor és más találkozások. Telex.hu, 2023. Szerkesztette: Haász János. https://shop.telex.hu/products/pontban-este-hatkor-es-mas-talakozasok
- Folyamirány. Madách Egyesület, 2023. Szerkesztette: Juhász Tibor. https://moly.hu/konyvek/juhasz-tibor-szerk-folyamirany
- Zsebtárcák 1. Telex.hu, 2024. Szerkesztette: Rácz Attila.

## Fontosabb műfordításai
- Colum McCann: Hadd forogjon a nagyvilág[21]
- Nicole Krauss: Nagy Palota[22]
- JM Ledgard: Zsiráf[23]
- Alan Hollinghurst: A szépség vonala[24]
- Douglas Coupland: Barátnő kómában[25]
- David Lynch - Kristine McKenna: Aminek álmodom[26]
- Richard Ford: Vadon[27]
- Richard Ford: Kanada[28]
- Miranda July novellái a Nagyvilág[29] ban és a Kalligram folyóiratban (2009/2., ill. 2009/7-8.)
- Margaret Atwood novellája a Kalligramban (2010/5.)
- Raymond Carver versei "Ahol a víz összefolyik a másik vízzel" című kötetéből. (versumonline.hu, 2019. ápr. 18.)

## Díjak, ösztöndíjak, rezidens helyek
- Baumgarten-díj—jutalom (2021)[30]
- Hévíz Irodalmi Díj (2020)
- VLRP - 3 hónapos pozsonyi ösztöndíj (2020)[31]
- Versum-díj (jelölés) (2019)
- VLRP - 3 hónapos budapesti ösztöndíj (2017)[32]
- IHAG Graz - 1 hónapos tartózkodás (2016)[33]
- Babits Mihály műfordítói ösztöndíj (2010) Archiválva 2016. augusztus 8-i dátummal a Wayback Machine-ben
- SZTE BTK - predoktori ösztöndíj (2003)

## Interjúk
- "Nem leszek borúlátó" - Krusovszky Dénes interjúja, rolunk.at
- "Dolgozom tovább" - Artner Sisso interjúja, Magyar Narancs
- "Írás közben mindig kiderül valami"https://kultura.hu/iras-kozben-mindig-kiderul-valami-berta-adam-az-alomlaborrol/ - Ménes Attila interjúja, kultura.hu
- "Nem köpni be senkit!" - Rácz I. Péter interjúja a Népszavában
- "Attól félek, ha valaki társadalomkritikusan akar írni..."[34]- Tegdes Péter interjúja, ectopolis.hu
- "Az ember viszi magával a problémáit"[35] - Ruff Orsolya interjúja a Könyvesmagazinon
- "A gyíkok és a kígyó"[36] - Rácz I. Péter interjúja a Népszavában
- "Mellérendelő világképet igyekszem közvetíteni" - Nagy Márta Júlia interjúja a litera.hu-n
- Tollvonás - Varga Csaba interjúja a moly.hu Merítés magazinjában
- Kata könyvespolca

## Recenziók
- Ménes Attila: Ebbe a nyárba beleférnek a visító sirályok, piros villamosok és egy nem várt tragédia is - https://kultura.hu/berta-adam-gyerekkorunk-legszebb-nyara-recenzio/ kultúra.hu
- Károlyi Csaba: Banalitás és sejtelmesség - https://www.es.hu/cikk/2024-09-13/karolyi-csaba/banalitas-es-sejtelmesseg.html - Élet és Irodalom
- Győre Gabriella: Emelt szintű íróiskola - https://revizoronline.com/berta-adam-gyerekkorunk-legszebb-nyara/ - Revizor Online
- Ménes Attila: Egyébként én is oda igyekszem - https://kultura.hu/egyebkent-en-is-oda-igyekszem-berta-adam-szoszmosz-a-tundereger-cimu-konyverol kultúra.hu
- Krusovszky Dénes: Átdolgozott életek - https://magyarnarancs.hu/kritika/atdolgozott-eletek-248082 - Magyar Narancs
- Ménes Attila: Feledés és emlékezés - https://kultura.hu/feledes-es-emlekezes-a-magamat-rajzolom-kozepre-cimu-konyvrol/ - kultúra.hu
- Kolozsi Orsolya: Az ezerfejű kígyó - http://tiszatajonline.hu/?p=138304 - Tiszatáj
- Nagy Hilda: Figyelemvesztés/figyelemedzés - http://alfoldonline.hu/2021/04/megjelent-az-alfold-2021-aprilisi-szama/ - Alföld
- Mekis D. János: Egymásba fűzött regények - https://dunszt.sk/2020/08/19/egymasba-fuzott-regenyek/ - dunszt.sk
- Szendi Nóra: "A random az random, és kész" - https://www.es.hu/cikk/2020-08-14/szendi-nora/a-random-az-random-es-kesz.html - es.hu
- Svébis Bence: A kolbász őszintesége - https://magyarnarancs.hu/konyv/a-kolbasz-oszintesege-130594 - Magyar Narancs
- (horner): Golflabdák, vámpírok és létválság - https://nepszava.hu/3078045_golflabdak-vampirok-es-letvalsag-berta-adam-a-kigyo-feje - Népszava
- Ivánkai Márk: Nem mint két tojás - https://elteonline.hu/kultura/2020/11/05/nem-mint-ket-tojas-berta-adam-regenyerol/ - ELTEonline
- Nagy Bernadett: Funny Games - dunszt.sk
- Szendi Nóra: Radikális skanzenstratégia[37] - irodalmiszemle.sk
- Svébis Bence: Felváltva - es.hu
- Kadlót Nikolett: Párhuzamos balesetek - irodalmijelen.hu
- Domokos Dóra: Miki bevállalós? - es.hu
- Horváth Györgyi: Ellakni, beépülni, átvenni - es.hu
- Makai Máté: Nubir Réka és barátai - kulter.hu
- Makai Máté: Egy nagyvárosi leskelődő novellái - kulter.hu
- Kovács Krisztina: Sínek a végtelenbe - Tiszatáj - http://tiszatajonline.hu/?p=44395